# Савиня
Савиня (словен. Savinja) — река в Словении, левый приток Савы. Берёт начало из водопада Ринка, в Логарской долине, недалеко от границы с Австрией. Протекает через города Целе и Лашко, впадает в Саву у деревни Зидани-Мост. Длина реки составляет 102 км.
Принимает несколько притоков, наиболее значительные из которых: Лучница, Любница, Дрета, Пака, Ложница, Воглайна и Худиня. Довольно часты наводнения.

## Галерея
- Савиня между Целе и Лашко
- Савиня близ Цельского замка
- Савиня в Лашко во время наводнения в 2010 году